# STS-125
STS-125 — космический полёт MTKK «Атлантис» по программе «Спейс шаттл». Кодовое обозначение полёта в НАСА: Hubble Space Telescope — Servicing Mission 04 (HST-SM04), или Hubble Servicing Mission (HSM), то есть четвёртая миссия по обслуживанию телескопа «Хаббл». На самом деле это пятый полёт к телескопу «Хаббл». Первая миссия по обслуживанию телескопа (SM1) была осуществлена в декабре 1993 года, вторая (SM2) — в феврале 1997 года. Первоначально третья миссия по обслуживанию телескопа планировалась как один полёт (SM3), но позже была разделена на два полёта. Первый полёт по программе третьей миссии (SM3А) состоялся в декабре 1999 года, второй полёт (SM3В) — в марте 2002 года. Миссия STS-125 — пятый полёт к телескопу «Хаббл».
Стоимость миссии «Атлантис» STS-125 вместе с новыми инструментами для «Хаббла» оценивается в сумму 887 миллионов долларов.

## Экипаж
- Скотт Олтман (Scott Altman) (4-й космический полёт), командир экипажа
- Грегори К. Джонсон (Gregory C. Johnson) (1), пилот
- Майкл Гуд (Michael Good) (1), специалист полёта-1
- Кэтрин Меган Мака́ртур (Megan McArthur) (1), специалист полёта-2
- Джон Грансфелд (John Grunsfeld) (5), специалист полёта-3
- Майкл Массимино (Michael Massimino) (2), специалист полёта-4
- Эндрю Фьюстел (Andrew Feustel) (1), специалист полёта-5

Скотт Олтман совершил три космических полёта. Он был командиром последней миссии («Колумбия» STS-109) по обслуживанию телескопа «Хаббл». Джон Грансфелд совершил четыре космических полёта. Он участвовал в двух последних миссиях по обслуживанию телескопа «Хаббл» («Дискавери» STS-103 и «Колумбия» STS-109). Майкл Массимино также был участником последней миссии («Колумбия» STS-109) по обслуживанию телескопа «Хаббл».
В экипаже «Атлантис» — четыре новичка космических полётов: Грегори К. Джонсон, Майкл Гуд, Меган Макартур и Эндрю Фьюстел.

## Выходы в открытый космос
В ходе полёта было осуществлено пять выходов в открытый космос.
- Выход 1 —  Грансфелд и Фьюстел
- Цель: обслуживание телескопа Хаббл.
- Начало: 14 мая 2009 — 12:52 UTC
- Окончание: 14 мая — 20:12 UTC
- Продолжительность: 7 часов 20 минуты

Это 6-й выход в космос для Грансфелда и 1-й выход для Фьюстела.
- Выход 2 —  Массимино и Гуд
- Цель: замена гироскопов и 1 блока аккумуляторов.
- Начало: 15 мая 2009 — 12:49 UTC
- Окончание: 15 мая — 20:45 UTC
- Продолжительность: 7 часов 56 минуты

Это 3-й выход в космос для Массимино и 1-й выход для Гуда.
- Выход 3 —  Грансфелд и Фьюстел
- Цель: установка нового спектрографа, ремонт электронного блока обзорной камеры.
- Начало: 16 мая 2009 — 9:35 UTC
- Окончание: 16 мая — 16:11 UTC
- Продолжительность: 6 часов 36 минут

Это 7-й выход в космос для Грансфелда и 2-й выход для Фьюстела.
- Выход 4 —  Массимино и Гуд
- Цель: ремонт блока питания Регистрирующего спектрографа.
- Начало: 17 мая 2009 — 9:45 UTC
- Окончание: 17 мая — 17:47 UTC
- Продолжительность: 8 часов 2 минуты

Это 4-й выход в космос для Массимино и 2-й выход для Гуда.
- Выход 5 —  Грансфелд и Фьюстел
- Цель: замена блока аккумуляторов, датчика точного наведения и теплоизоляционных панелей.
- Начало: 18 мая 2009 — 12:20 UTC
- Окончание: 18 мая — 19:22 UTC
- Продолжительность: 7 часов 2 минуты

Это 8-й выход в космос для Грансфелда и 3-й выход для Фьюстела.

## Цель
Экспедиция по обслуживанию телескопа Хаббл. Последняя миссия («Колумбия» STS-109) по обслуживанию телескопа Хаббл состоялась в марте 2002 года.
По состоянию на 2009 год, специалисты оценивали, что телескоп Хаббл закончил бы свою работу к концу 2010 года. Экспедиция «Атлантис» STS-125 продлила работоспособность телескопа, по крайней мере, до 2014 года.
Во время экспедиции астронавты установили на телескопе Хаббл шесть новых гироскопов стабилизации, шесть новых никель-водородных аккумуляторов, новый компьютер, отвечающий за обработку данных, новую широкоугольную камеру (Wide Field Camera 3) и новый спектрограф космического излучения (Cosmic Origins Spectrograph). Стоимость новой широкоугольной камеры — 126 миллионов долларов, стоимость спектрографа — 81 миллион долларов. Астронавты «Атлантиса» также восстановили работоспособность регистрирующего спектрографа (Space Telescope Imaging Spectrograph), у которого в 2007 году вышла из строя система электропитания и усовершенствованную обзорную камеру (Advanced Camera for Surveys), которая вышла из строя в 2007 году. Астронавты также установили на телескопе усовершенствованный датчик точного наведения (fine guidance sensor).
На телескопе был установлен захват, к которому в будущем, когда телескоп Хаббл окончательно выйдет из строя, будет подсоединён спутник, который спустит телескоп с орбиты.

## STS-400
Миссия STS-125 считалась самой сложной и опасной из всех оставшихся для шаттлов.
В миссии по обслуживанию телескопа «Хаббл» астронавты, в случае повреждения шаттла, не имели бы возможности ждать спасательного корабля на МКС. Если бы шаттл «Атлантис» был повреждён и не мог самостоятельно вернуться на Землю, то к нему была бы отправлена спасательная экспедиция «Индевор» STS-400.
Телескоп «Хаббл» находится на более высокой (до 570 км) орбите по сравнению с орбитой МКС, поэтому шаттл «Атлантис» был подвержен большему риску столкновения с космическим мусором. Особенно эта опасность возросла после столкновения двух спутников 10 февраля 2009 г. Обломки столкнувшихся спутников могут достигать орбиты, на которой находится телескоп. Специалисты НАСА оценивают вероятность столкновения шаттла с космическим мусором при полёте к телескопу «Хаббл» как 1 к 229. Вероятность столкновения с обломками на высоте МКС составляет 1 к 330.
Если на второй день полёта шаттла «Атлантис» STS-125, во время обследования теплозащитного покрытия, было бы обнаружено повреждение, то все системы «Атлантиса» были бы переведены в режим энергосбережения. В таком режиме ресурсов жизнеобеспечения экипажа будет всё ещё достаточно для 24 суток полёта. Если повреждение теплозащитного покрытия было бы обнаружено во время последнего обследования, на десятый день полёта, то ресурсов жизнеобеспечения экипажа было бы достаточно для 16,5 суток полёта. За это время должна быть организована спасательная экспедиция «Индевор» STS-400. «Индевор» должен был подойти к «Атлантису» не позже чем через 15 суток и 16 часов с момента обнаружения повреждения «Атлантиса».
Шаттл «Индевор» будет находиться на стартовой позиции одновременно с шаттлом «Атлантис». «Индевор» будет находиться в готовности к старту через семь дней после старта «Атлантиса».
Экипаж спасательной экспедиции «Индевора» состоял из четырёх астронавтов: командир Крис Фергюсон (англ. Chris Ferguson), пилот Эрик Боу (англ. Eric Boe) и два специалиста полёта Шейн Кимбро (англ. Shane Kimbrough) и Стив Боуэн (англ. Steve Bowen). В грузовом отсеке «Индевора» не было бы полезной нагрузки, поэтому шаттл был бы необычно лёгким.
Поэтому в случае нештатной работы двигателей шаттла на участке выведения «Индевор» смог бы после отделения твердотопливных ускорителей развернуться и приземлиться на взлётно-посадочной полосе космодрома космического центра Кеннеди. В случае падения давления в кабине шаттла или сбоев в системе управления «Индевор» мог бы приземлиться на одном из Бермудских островов или в районе города Банжул в Гамбии. Для обычных запусков шаттлов на случай аварийной ситуации предусматриваются возможности приземления во Франции на базе «Истр» (Istres) возле Марселя или в Испании на базе Морон (Moron) возле Сарагосы.
При сближении «Индевора» и «Атлантиса» в космосе «Атлантис» располагался бы днищем (вверх) в сторону открытого космоса и с раскрытым грузовым отсеком к земле. «Индевор» же располагался бы днищем к земле и подходил бы к «Атлантису» снизу. После сближения на расстояние 13 метров (44 фута), астронавты «Индевора» с помощью робота-манипулятора захватили бы шаттл «Атлантис».
Астронавты «Атлантиса» через открытый космос перейдут в шаттл «Индевор». Переход должен осуществляться в такой последовательности: Макартур и Фьюстел, затем Грансфелд и Джонсон и затем Массимино, Гуд и Олттман.
После того как экипаж покинет «Атлантис», контроль над ним будет передан наземному центру управления. По команде с земли «Атлантис» будет сведён с орбиты и затоплен в Тихом океане.
Пятый полёт к телескопу Хаббл был запланирован ещё до катастрофы шаттла «Колумбия». После катастрофы тогдашний директор НАСА Шон О’Киф отменил эту миссию по причине слишком большого риска для астронавтов. Однако сменивший О’Кифа на посту директора НАСА Майкл Гриффин восстановил эту миссию. При этом Гриффин сказал, что НАСА сделает абсолютно всё, что необходимо, для обеспечения безопасности экипажа, в том числе и отправку спасательной экспедиции.
Вероятность того, что миссия «Индевор» STS-400 состоится, очень мала. Если она всё же произойдет, то это будут последние полёты шаттлов. После потери «Атлантиса» у НАСА осталось бы только два шаттла. Кроме того, потребовалось бы длительная процедура расследования, устранения причин, проведения разного рода модификаций и улучшений, на что у НАСА уже не было бы ни средств, ни времени.
21 мая 2009 года шаттл «Индевор», который находился в состоянии готовности к старту с миссией спасения STS-400, был снят с предстартовой готовности. Это решение было принято в связи с тем, что шаттл «Атлантис» находился в хорошем состоянии и был способен самостоятельно вернуться на Землю. Шаттл «Индевор» начал готовиться к своей плановой миссии, полёт к МКС, STS-127, старт которой назначен на 13 июня.

## Подготовка к полёту

### 2006—2007 годы
31 октября 2006 года НАСА объявило, что полёт шаттла для обслуживания космического телескопа «Хаббл» состоится весной 2008 года. Это будет последняя миссия по обслуживанию телескопа. После ремонта телескоп будет продолжать работу до 2013 года.
Планируется, что для возможной спасательной миссии будет зарезервирована стартовая площадка 39-B в космическом центре Кеннеди.
Руководитель НАСА Майкл Гриффин также объявил состав экипажа для будущего полёта: Скотт Альтман — командир, Грегори Джонсон — пилот, Джон Грансфелд, Майкл Массимино, Эндрю Фьюстел, Майкл Гуд, Меган Макартур.
Из семи членов экипажа трое имеют опыт космических полётов.
Астронавты установят на телескопе два новых прибора: чувствительный ультрафиолетовый спектрограф (Cosmic Origins Spectrograph) и широкоугольную камеру (Wide Field Camera 3). С помощью спектрографа будут исследоваться крупномасштабная структура вселенной, скрытая масса вселенной, пространственное распределение галактик и межгалактического газа.
Новая широкоугольная камера, чувствительная в широком диапазоне длин волн, включая инфракрасный, видимый, и ультрафиолетовый свет.
Будут также установлены датчик ориентации и датчик контроля за положением телескопа. Будет предпринята попытка ремонта спектрографа, который был установлен на телескопе в 1997 году и вышел из строя в 2004 году.
Полёт шаттла планируется на 11 суток. Шаттл достигнет телескопа на третьи сутки полёта. Телескоп будет захвачен с помощью робота-манипулятора и помещён в грузовой отсек шаттла. Для выполнения всех поставленных задач потребуется пять выходов в открытый космос.
16 апреля 2007 года, из-за задержки старта миссии «Атлантис» STS-117, руководство НАСА приняло решение о некоторых перестановках в очерёдности полётов шаттлов. Планировавшийся ранее для миссии STS-125 шаттл «Дискавери» заменён на шаттл «Атлантис». Предварительная дата старта миссии — 11 апреля 2008 года. Затем дата старта была сдвинута на май 2008 года. В связи с задержками в изготовлении внешних топливных баков старт переносился на август 2008 года.

### 2008 год
По состоянию на 26 июля, Старт «Атлантиса», который должен был отправиться к космическому телескопу «Хаббл» 28 августа, был назначен на 5 октября 2008 года в 07:02:18 по Гринвичу. Захват телескопа «Хаббл» планировался на 7 октября, возвращение шаттла на Землю на 16 октября 2008 года.
8 августа старт «Атлантиса» был перенесен на 8 октября. Задержки в изготовлении топливных баков были обусловлены более жесткими требованиями, которые были выработаны после гибели шаттла «Колумбия». Кроме того, необходимо было изготовить одновременно два топливных бака, один для миссии «Атлантис» STS-125 и второй для возможной спасательной миссии шаттла «Индевор» STS-400.
Время старта 8 октября — 05:34:49 по Гринвичу, приземление — 19 октября в 2 часа 30 минут.
22 августа шаттл «Атлантис» был перевезён из ангара в здание вертикальной сборки, для подготовки к назначенному на 8 октября старту. Перевозка была закончена 23 августа в 3 часа 5 минут по Гринвичу (22 августа в 23 часа 5 минут по летнему восточному времени США).
4 сентября «Атлантис», соединённый с внешним топливным баком и с двумя твердотопливными ускорителями, был перевезён из здания вертикальной сборки на стартовую площадку 39А. Перевозка проходила с 13 часов 19 минут (9:19 по местному времени) до 19 часов 52 минуты (15:52 местного времени).
Из-за урагана Хана, который угрожал побережью Флориды, вывоз «Атлантиса» на стартовую площадку был задержана на неделю, ещё на два дня вывоз был задержан из-за урагана Фэй.
5 сентября по причине задержек вызванными ураганами, угрожавшим побережью Флориды, старт «Атлантиса» был вновь перенесён, на этот раз, на 10 октября, время старта — 4 часа 33 минуты (00:33 местного времени), возвращение на Землю — 21 октября в 2 часа 22 минуты (20 октября, 22:21 местного времени).
19 сентября В ночь с 18 на 19 сентября шаттл «Индевор» был вывезен из здания вертикальной сборки и установлен на стартовой площадке 39В. «Индевор» готовится к миссии STS-400 в качестве спасательного корабля на случай повреждения шаттла «Атлантис».
24 сентября было объявлено, что старт «Атлантиса» сдвигается на 15 октября в 2 часа 19 минут (14 октября 22:19 местного времени). Перенос старта вызван недостатком времени для подготовки приборов, которые будут установлены на телескопе «Хаббл», и укладки их в грузовом отсеке шаттла. Кроме того, перенос вызван тем, что в течение нескольких дней Космический центр Джонсона в Хьюстоне был закрыт, из-за урагана «Айк», который обрушился на штат Техас 13 сентября. Закрытие центра вызвало, в свою очередь, перерыв в подготовке к полёту.
27 сентября основной канал системы передачи данных телескопа «Хаббл» вышел из строя. Передача данных от телескопа была прекращена. Телескоп остаётся в рабочем состоянии, но потребуется несколько дней, чтобы специалисты переключили передачу данных на запасной канал. Старт «Атлантиса» задерживается на неопределённое время. Специалисты говорят, что старт может состояться не ранее января — февраля 2009 года.
29 сентября НАСА объявило, что миссия «Атлантис» STS-125 состоится не ранее февраля 2009 года.
12 октября была названа предварительная дата старта миссии «Атлантис» STS-125 — 17 февраля 2009 года.
20 октября шаттл «Атлантис» был возвращён в здание вертикальной сборки. Переезд продолжался с 10 часов 48 минут по 16 часов 58 минут. До принятии решения о дате старта, «Атлантис» остаётся в здании вертикальной сборки в собранном комплекте с внешним топливным баком и твердотопливными ускорителями.
23 октября шаттл «Индевор» был перевезён со стартовой площадки 39B на стартовую площадку 39А, где он продолжит подготовку к своей плановой миссии STS-126, старт которой назначен 23 часа 55 минут 14 ноября 2008 года.
30 октября. Проанализировав ситуацию, возникшую в связи с выходом из строя основного канала передачи данных телескопа «Хаббл», специалисты НАСА пришли к заключению, что подготовка запасных частей и подготовка к ремонту возникших неполадок потребует дополнительного времени. Поэтому старт «Атлантиса» STS-125 может состояться не ранее 12 мая 2009 года.
11 ноября шаттл «Атлантис» был отсоединён от внешнего топливного бака и твердотопливных ускорителей и перевезён в ангар.

### 2009 год
23 марта специалисты НАСА начали непосредственную подготовку «Атлантиса» к миссии по обслуживанию телескопа «Хаббл». «Атлантис» был вновь перевезён в здание вертикальной сборки, где он вновь будет соединён с внешним топливным баком и твердотопливными ускорителями. Старт назначен на 12 мая в 17 часов 11 минут по Гринвичу (13:11 по местному времени).
31 марта шаттл в связке с внешним топливным баком и твердотопливными ускорителями был перевезён из здания вертикальной сборки на стартовую площадку 39А. Перевозка началась в 7 часов 54 минуты по Гринвичу (3 часа 34 минуты летнего времени восточного побережья США). В 15 часов 17 минут система «Спейс шаттл» была установлена на стартовой площадке.
17 апреля шаттл «Индевор», который готовится к возможной спасательной миссии STS-400 для шаттла «Атлантис» STS-125, вывезен из здания вертикальной сборки и установлен на стартовой площадке 39В. Вывоз начался в 3 часа 57 минут по Гринвичу (16 апреля в 23 часа 57 минут летнего времени восточного побережья США). В 11 часов 17 минут «Индевор» установлен на стартовой площадке.
Одновременно два шаттла находятся на стартовых площадках и готовятся к полёту: «Атлантис» на стартовой площадке 39А, «Индевор» — 39В. «Индевор» будет оставаться в готовности к старту спасательной миссии STS-400 вплоть до того момента, когда будет установлено, что «Атлантис» не имеет повреждений и сможет самостоятельно вернуться на землю. После этого шаттл «Индевор» будет перевезён на стартовую площадку 39А и начнёт готовиться к своему очередному полёту к Международной космической станции (STS-127).
24 апреля старт шаттла «Атлантис» STS-125 был перенесён на день раньше, чем планировалось, а именно, на 11 мая 18 часов 1 минуту по Гринвичу (14 часов 1 минута летнего времени восточного побережья США). Во Флориде будут проводиться военные учения, в которых будут задействованы системы слежения за запусками ракет и системы передачи телеметрических данных. Эти же системы используются и при запуске шаттлов. Необходимо, чтобы с 14 мая все системы поддержки ракетных запусков были в распоряжении военных. Поэтому руководство НАСА приняло решение о переносе старта «Атлантиса» на день раньше, чтобы на случай непредвиденных обстоятельств или неблагоприятной для запуска погоды иметь три возможности запустить шаттл (11, 12 или 13 мая). Если старт не состоится до 14 мая, то он будет отложен до 22 мая.
30 апреля НАСА официально объявило, что старт «Атлантиса» STS-125 состоится 11 мая в 18 часов 1 минуту по Гринвичу (02:01:49 p. m. летнего восточного времени США).
13 мая «Атлантис» приблизится к телескопу «Хаббл». С помощью робота-манипулятора телескоп будет захвачен 13 мая в 16 часов 54 минуты по Гринвичу.
8 мая члены экипажа шаттла «Атлантис» приблизительно в 21 час по Гринвичу (17 часов местного времени) прилетели из Космического центра Джонсона в Хьюстоне в Космический центр Кеннеди во Флориде для непосредственной подготовке к старту 11 мая.
11 мая в 18 часов 1 минуту 56 секунд (14:01:56 летнего восточного времени США) шаттл «Атлантис» с семью астронавтами на борту успешно стартовал в космос.

## Описание полёта

### Старт и первый день полёта
18:02 11 мая — 01:01 12 мая
11 мая в 18 часов 1 минуту 56 секунд (14:01:56 летнего восточного времени США) шаттл «Атлантис» с семью астронавтами на борту успешно стартовал в космос.
После выхода на орбиту был открыт грузовой отсек шаттла, развернуты антенны и активизирован робот-манипулятор.
Во время старта шаттла «Атлантис» телескоп «Хаббл» находился над центральной Флоридой на высоте 560 км (350 миль). После предварительного анализа записи телевизионного изображения днища шаттла, которая велась камерой, установленной на внешнем топливном баке, в течение первых, самых критичных минут старта, никаких существенных отрывов кусков изоляции внешнего топливного бака не зафиксировано.
Во время старта «Атлантиса» на стартовой площадке 39В находился шаттл «Индевор». В течение четырёх дней специалисты НАСА приведут «Индевор» к трёхсуточной готовности к старту. Если сразу после старта будут обнаружены повреждения теплозащитного покрытия «Атлантиса», то «Индевор» будет готов стартовать 18 мая.

### Второй день полёта
09:01 12 мая — 01:01 13 мая
«Атлантис» находится на расстоянии 13.000 км (8.000 миль) от телескопа Хаббл.
В этот день астронавты с помощью робота-манипулятора с удлинителем обследовали теплозащитное покрытие шаттла, расконсервировали скафандры, предназначенные для выхода в открытый космос, подготавливали инструменты и оборудование, которое будет использоваться во время предстоящего захвата телескопа Хаббл.
Проводятся корректировки орбиты с целью сближения с телескопом. 13 мая приблизительно в 17 часов по Гринвичу «Атлантис» приблизится к телескопу.
В общей сложности инспекция теплозащитного покрытия шаттла продолжалась почти восемь часов.
В ходе осмотра теплозащитного покрытия были обнаружены царапины на передней части правого крыла шаттла, которые, предположительно, возникли на 106-й секунде после старта, в результате удара небольшого куска изоляционного материала, отколовшегося от внешнего топливного бака.
После анализа изображения повреждения правого крыла шаттла специалисты НАСА пришли к выводу, что это повреждение не представляет никакой угрозы и не требуется дополнительных, более детальных изображений этого повреждения.
Проводилась подготовка телескопа «Хаббл» к встрече с «Атлантисом». По команде с Земли была закрыта крышка диафрагмы, свёрнуты антенны. Солнечные батареи были развёрнуты так, чтобы они не могли быть повреждены реактивной струёй двигателей шаттла.

### Третий день полёта
09:01 13 мая — 00:31 14 мая
В 11 часов 35 минут шаттл «Атлантис» был на расстоянии 1600 км (1000 миль) от телескопа. В 12 часов 22 минуты была произведена корректировка орбиты шаттла. В 12 часов 32 минуты шаттл находился на расстоянии 92 км (303.000 футов) от телескопа и приближался к телескопу со скоростью 20 м/с (64 фута в секунду). В 13 часов 17 минут расстояние между шаттлом и телескопом составляло 82 км (268.000 футов). В 13 часов 31 минуту была проведена ещё одна коррекция орбиты шаттла. В 13 часов 44 минуты шаттл находился на расстоянии 64 км (211.000 футов) от телескопа и приближался к телескопу со скоростью 21 м/с (64 фута в секунду). В 13 часов 55 минуты шаттл находился на расстоянии 49 км (160.000 футов) от телескопа и приближался к телескопу со скоростью 25 м/с (81 фута в секунду). В 14 часов 5 минут была проведена очередная коррекция орбиты шаттла. После этой корректировки, параметры орбиты шаттла «Атлантис» составили: апогей 562 км, перигей 488 км (349 × 303 миль). В 14 часов 10 минут шаттл находился на расстоянии 29 км (18 миль) от телескопа. В 14 часов 42 минуты была проведена последняя коррекция орбиты шаттла. После этой корректировки, шаттл перешёл на круговую орбиту, высота которой соответствует орбите телескопа «Хаббл» — 562 км (349 миль). В 14 часов 54 минуты робот-манипулятор шаттла был развёрнут в позицию для захвата телескопа. В 15 часов 2 минуты шаттл находился на расстоянии 14 км (9 миль) от телескопа. В 15 часов 30 минут произошёл сбой в системе связи между шаттлом и телескопом. Специалисты включили канал связи между шаттлом и телескопом через центр управления на Земле. Это привело к небольшой задержке процесса сближения и захвата. В 16 часов 15 минут шаттл находился на расстоянии 200 м (700 футов) от телескопа и приближался к телескопу со скоростью 30 см/с (1 фут в секунду). В 16 часов 39 минут расстояние между шаттлом и телескопом составило 61 м (200 футов).
В 17 часов 1 минуту расстояние между шаттлом и телескопом составило 30 м (100 футов). В это время «Атлантис» и телескоп «Хаббл» находились над Индийским океаном и двигались в направлении Австралии. В 17 часов 11 минут шаттл подошёл к телескопу на расстояние, с которого телескоп может быть захвачен манипулятором, длина которого 15 м (50 футов).
В 17 часов 13 минут астронавт Меган Макартур с помощью робота-манипулятора захватила телескоп «Хаббл», длина которого 13 метров (43 фута) и вес — 12,5 тонн.
В 18 часов 13 минут телескоп «Хаббл» был установлен на специально оборудованной в задней части грузового отсека шаттла вращающейся платформе. Чтобы зафиксировать состояние поверхности и возможные повреждения, которые могли возникнуть на поверхности телескопа в результате столкновения с микрометеоритами или космическим мусором, астронавты «Атлантиса» произвели детальную фотосъёмку телескопа. Фотосъёмка была завершена в 19 часов 25 минут.
Астронавты готовили инструменты и скафандры к предстоящему 14 мая первому выходу в открытый космос.

### Четвёртый день полёта
08:31 14 мая — 00:31 15 мая
Первый выход в открытый космос начался с небольшим запозданием, в 12 часов 52 минуты по Гринвичу. Выход осуществили Джон Грансфелд и Эндрю Фьюстел. Грансфелд свободно передвигался в грузовом отсеке шаттла, а Фьюстел был закреплён на манипуляторе.
Первым заданием была замена старой широкоугольной камеры (Wide Field Planetary Camera 2) на новую широкоугольную камеру (Wide Field Camera 3). Эндрю Фьюстел, закреплённый на роботе-манипуляторе, был подведён к корпусу телескопа и начал раскручивать винты, которыми камера закреплена в корпусе телескопа. Однако один из винтов не поддавался, поэтому Фьюстелу потребовалось намного больше времени, чем планировалось, чтобы достать старую камеру из корпуса телескопа.
Приблизительно в 15 часов 8 минут Фьюстел, в конце концов, смог достать старую камеру из корпуса телескопа и временно закрепить её в грузовом отсеке шаттла.
Джон Грансфелд открыл бокс, в котором во время полёта была установлена новая широкоугольная камера 3. Фьюстел, закреплённый на манипуляторе, достал новую камеру из бокса, установил её в корпус телескопа и закрепил. Операция по замене камеры продолжалась до 15 часов 49 минут. Затем астронавты упаковали старую, снятую с телескопа камеру в транспортный бокс, где была новая камера.
В 16 часов 5 минут специалисты из Центра управления полётом сообщили, что вновь установленная камера функционирует нормально.
Вторым заданием для астронавтов была замена частично вышедшего из строя компьютера обработки и передачи данных. Именно из-за выхода из строя одного из двух каналов передачи данных этого компьютера в сентябре 2008 года полёт шаттла «Атлантис» был отсрочен на семь месяцев.
В 16 часов 44 минуты Фьюстел открыл дверцу отсека, где находится заменяемый компьютер. Затем Фьюстел отсоединил компьютер и передал его Грансфелду, который, в свою очередь, передал ему новый компьютер. В 17 часов 38 минут Фьюстел закончил установку нового компьютера в корпусе телескопа. После этого из центра управления в компьютер была передана команда на его включение и тестирование.
Астронавты начали установку захвата в нижней части корпуса телескопа. Этот захват будет использоваться в будущем при сведении телескопа с орбиты. В 19 часов 35 минут астронавты закончили работу.
Астронавты собрали используемые в ходе выхода инструменты. Затем они вернулись в шлюзовую камеру и в 20 часов 4 минуты закрыли выходной люк. В 20 часов 12 минут начался наддув шлюзовой камеры.
Продолжительность выхода составила 7 часов 20 минут вместо планировавшихся шести часов тридцати минут.
Это был 19-й выход в открытый космос, связанный с обслуживанием телескопа «Хаббл».

### Пятый день полёта
08:31 15 мая — 01:31 16 мая
День второго выхода в открытый космос. Выход осуществляли Майкл Массимино и Майкл Гуд. Массимино свободно передвигался в грузовом отсеке шаттла, а Гуд был закреплён на манипуляторе. Во время выхода астронавты должны были заменить в телескопе шесть гироскопов стабилизации и три аккумуляторные батареи.
Выход начался с небольшим запозданием, в 12 часов 49 минут по Гринвичу, вместо ранее запланированных 12 часов 16 минут.
Массимино начал распаковывать новые, находившиеся в грузовом отсеке шаттла «Атлантис» гироскопы. Майкл Гуд, закреплённый на манипуляторе, начал снимать обшивку отсека телескопа, где располагаются гироскопы. После того как Гуд снял обшивку, Массимино через образовавшийся проход вошёл внутрь корпуса телескопа. Майкл Гуд открутил крепёжные винты снаружи телескопа, а Майкл Массимино отсоединил первый блок, состоящий из двух гироскопов, и через проход в корпусе телескопа передал этот блок Гуду. Первый блок гироскопов был размонтирован в 14 часов 25 минут. После этого Гуд передал Массимино новый блок гироскопов внутрь телескопа. Совместными усилиями Гуда снаружи, а Массимино внутри телескопа новый блок гироскопов был закреплён и подсоединён к электрическим цепям. Эта операция была окончена в 14 часов 40 минут. Было проведено тестирование вновь установленного блока гироскопов. Тест показал, что новый блок вполне работоспособен.
Астронавты повторили всё те же операции со вторым блоком гироскопов. В 15 часов 5 минут был снят второй блок гироскопов. При монтировании нового блока внутри корпуса телескопа, астронавты столкнулись с проблемой. Блок никак не вставал на предназначенное место. Астронавты израсходовали очень много времени в попытках установить второй новый блок, но это им не удалось. Было принято решение попытаться установить на это место третий новый блок. Майкл Гуд достал из упаковочного бокса третий новый блок гироскопов и передал его Майклу Массимино внутрь телескопа. В 16 часов 23 минуты астронавтам в конце концов удалось установить третий новый блок гироскопов на место второго блока. В 16 часов 33 минуты был успешно проведён тест на функционирование второго установленного блока гироскопов.
В 16 часов 54 минуты астронавты размонтировали третий, и последний, блок гироскопов. Однако и на это место новый блок не подошёл. Вместо нового блока астронавтам удалось установить запасной блок гироскопов, который был на борту «Атлантиса». Этот запасной блок был снят с телескопа во время обслуживания телескопа в 1999 году, он был отремонтирован и вновь отправлен в космос как запасной. Однако нет гарантии, что этот отремонтированный блок гироскопов будет работоспособен так же долго, как и два новых установленных блока. Для нормальной работы телескопа достаточно двух блоков гироскопов, а в критическом случае — и одного. В 17 часов 40 минут астронавты закончили установку гироскопов. Из-за проблем с установкой одного из блоков гироскопов астронавты на 1,5 часа выбились из графика. В 18 часов 18 минут из центра управления сообщили, что все три блока гироскопов находятся в рабочем состоянии.
В 18 часов 20 минут прошло уже 5,5 часа с начала выхода. Для выполнения следующего задания — замены пакета, состоящего из трёх аккумуляторных батарей, — требуется 95 минут. Три аккумуляторные батареи собраны в один блок размером 90×90×25 см (36×36×10 дюймов) и весом 215 кг (475 фунтов). Было решено продлить пребывание астронавтов в открытом космосе, чтобы выполнить эту работу. Это означает, что астронавты будут работать на пределе ресурсов своих скафандров.
В 19 часов 2 минуты астронавты открыли отсек телескопа, где находятся аккумуляторы. Майкл Гуд демонтировал старый пакет аккумуляторных батарей в корпусе телескопа, а Майкл Массимино распаковал новый пакет, который находился в специальном контейнере в грузовом отсеке шаттла. В 19 часов 36 минут астронавты обменялись пакетами аккумуляторов. В 19 часов 58 минут новый пакет аккумуляторов был установлен в отсеке телескопа. Затем Майкл Гуд закрыл отсек телескопа, где находятся аккумуляторы. Ещё один пакет аккумуляторных батарей планируется заменить 18 мая во время пятого выхода.
В 20 часов 24 минуты астронавты направляются в шлюзовую камеру. В 20 часов 37 минут был закрыт люк шлюзовой камеры. В 20 часов 45 начался наддув, выход в открытый космос закончился. Продолжительность выхода составила 7 часов 56 минут, это почти на полтора часа больше, чем планировалось.
Командир экипажа Скотт Олтман вместе с оператором робота-манипулятора Меган Макартур в течение 45 минут проводили дополнительную инспекцию участков теплозащитного покрытия шаттла, которые не были обследованы во время предыдущей инспекции.
Из-за затянувшегося более чем на полтора часа выхода в открытый космос, чтобы у астронавтов было достаточно времени для отдыха и подготовки к следующему выходу, распорядок дня был сдвинут на один час. Шестой день полёта начнётся в 9 часов 31 минуту (по Гринвичу) вместо 8 часов 31 минуты. Начало четвёртого выхода также сдвинуто на час позже, на 13 часов 15 минут.

### Шестой день полёта
09:31 16 мая — 01:31 17 мая

День третьего выхода в открытый космос. Выход осуществляют Джон Грансфелд и Эндрю Фьюстел. Астронавтам предстоит демонтировать в телескопе корректирующую оптическую систему (Corrective Optics Space Telescope Axial Replacement, COSTAR) и вместо неё смонтировать новый спектрограф космического излучения (Cosmic Origins Spectrograph). 
Корректирующая оптическая система была смонтирована во время первого полёта по обслуживанию телескопа в 1993 году. Новый спектрограф космического излучения — более чувствительный прибор, который предназначен для исследования крупных структур Вселенной. Вес нового прибора — 385 кг (851 фунт), а размер сравним с размером телефонной будки. Второе задание — ремонт усовершенствованной обзорной камеры (Advanced Camera for Surveys, ACS). Усовершенствованная обзорная камера была установлена во время четвёртого полёта к телескопу в 2002 году. В 2007 году в системе управления этой камеры произошло короткое замыкание, и она вышла из строя. Астронавтам предстоит заменить несколько электронных компонентов в системе управления камеры.
Выход начался в 9 часов 35 минут. Астронавты подготовили инструменты. В 10 часов 9 минут Эндрю Фьюстел, закреплённый на роботе-манипуляторе, открыл отсек, где находится Корректирующая оптическая система. Грансфелд снял крепления с Корректирующей оптической системы внутри корпуса телескопа. В 10 часов 52 минуты астронавты вынули корректирующую оптическую систему из корпуса телескопа. Корректирующая оптическая система была временно закреплена в грузовом отсеке шаттла. Затем астронавты достали спектрограф космического излучения из транспортного контейнера. Фьюстел, закреплённый на манипуляторе, со спектрографом в руках был вновь подведён к корпусу телескопа. В 11 часов 40 минут астронавты вставили спектрограф в корпус телескопа и начали его закреплять и подсоединять к нему кабели. В 12 часов 3 минуты астронавты закончили установку спектрографа. Астронавты поместили снятую с телескопа корректирующую оптическую систему в транспортный контейнер. Одновременно из центра управления был проведён тест функционирования вновь установленного спектрографа. Тест подтвердил работоспособность спектрографа.
В 13 часов астронавты приступили к выполнению наиболее сложной задачи — ремонта усовершенствованной обзорной камеры. В 13 часов 58 минут Грансфелд раскрыл электронный блок обзорной камеры. В 14 часов 22 минуты Грансфелд достал четыре неисправных электронных модуля из электронного блока. В 14 часов 35 минут взамен неисправных в электронный блок были вставлены новые модули. Затем Грансфелд установил новый блок питания и подсоединил его к новым установленным электронным модулям. В 14 часов 58 минут астронавты закончили ремонт электронного блока обзорной камеры. Астронавты закрыли отсек, где расположена обзорная камера. Затем они начали собирать инструменты, которыми они пользовались во время работы в открытом космосе.
В 15 часов 22 минуты по команде с Земли был проведён успешный тест обзорной камеры.
В 15 часов 58 минут Джон Грансфелд и Эндрю Фьюстел вернулись в шлюзовую камеру. В 16 часов 5 минут был закрыт люк шлюзовой камеры.
В 16 часов 11 минут начался наддув шлюзовой камеры. Третий выход в открытый космос закончился. Продолжительность выхода составила 6 часов 36 минут. Это был 21-й выход, связанный с обслуживанием телескопа «Хаббл».

### Седьмой день полёта
09:31 17 мая — 01:31 18 мая
В ночь с 17 на 18 мая проводилось тестирование отремонтированной усовершенствованной обзорной камеры. Выяснилось, что работоспособность камеры восстановлена не полностью. Восстановлена работоспособность широкополосного канала и так называемого солнечного слепого канала (solar blind channel), но работоспособность канала высокого разрешения всё ещё имеет проблемы с его системой питания.
В этот день был осуществлён четвёртый выход в открытый космос. Выход осуществляла пара — Майкл Массимино и Майкл Гуд. Во время выхода Майкл Гуд был закреплён на роботе-манипуляторе, а Майкл Массимино свободно передвигался в грузовом отсеке шаттла.
Во время выхода астронавты занимались ремонтом блока питания регистрирующего спектрографа (Space Telescope Imaging Spectrograph, STIS). Регистрирующий спектрограф был установлен в телескопе во время второй миссии по обслуживанию в феврале 1997 года. Однако в августе 2004 года блок питания этого прибора вышел из строя. Ремонт блока питания регистрирующего спектрографа — наиболее времязатратная операция: Майкл Массимино должен был раскрутить 111 винтов, чтобы добраться до отказавшего блока питания.
Второе задание для астронавтов — установка новой теплоизоляционной панели (New Outer Blanket Layer, NOBL) на одном из отсеков телескопа.
Четвёртый выход в открытый космос начался с получасовым запозданием — в 9 часов 45 минут. В 10 часов 20 минут Майкл Гуд, закреплённый на манипуляторе, открыл отсек телескопа, где расположен блок управления регистрирующего спектрографа. В 10 часов 37 минут Массимино вошёл внутрь корпуса телескопа.
Чтобы открыть блок питания спектрографа, Массимино должен был снять ручку с этого блока. Ручка была закреплена четырьмя винтами. Три винта были легко откручены, а четвёртый винт заклинил. Массимино прилагал максимум усилий, чтобы открутить этот винт и, похоже, сорвал шлиц на головке винта. Массимино пробовал открутить неподдающийся винт с помощью различных инструментов, но безуспешно.
В конце концов Массимино, применив силу, согнул неподдающуюся ручку и оторвал её. Борьба с заклинившим винтом продолжалась до 13 часов. Астронавты на два часа выбились из графика работ. После этого астронавты продолжили работать по плану.
Массимино закрепил на блоке специальную плату, которая была сконструирована так, чтобы сотня винтов, которые были откручены с крышки блока, остались бы на этой плате и не разлетелись внутри корпуса телескопа. Эта специальная плата была установлена в 13 часов 31 минуту. Когда Массимино приступил к откручиванию крышки блока, оказалось, что батарея в его инструменте уже разряжена. Массимино вернулся в грузовой отсек шаттла, чтобы взять запасной инструмент и пополнить запасы кислорода в своём скафандре с тем, чтобы максимально продлить время пребывания в открытом космосе. В 14 часов 15 минут Массимино вернулся к телескопу и продолжил работу. В 15 часов 16 минут астронавты сняли крышку с блока спектрографа.
В 15 часов 57 минут Массимино заменил вышедший из стоя модуль питания на новый. Вместо старой крышки с более чем 100 винтами Массимино закрыл блок новой крышкой, которая крепится только двумя зажимами. В 16 часов 53 минуты Майкл Гуд закрыл отсек телескопа, где находится регистрирующий спектрограф.
Из-за потери времени на ремонт регистрирующего спектрографа принято решение второе задание, запланированное для этого выхода, отложить до следующего выхода в открытый космос. Астронавты собрали инструменты, вернулись в шлюзовую камеру и в 17 часов 39 минут закрыли люк. Выход закончился в 17 часов 47 минут. Продолжительность выхода составила 8 часов 2 минуты.
В 17 часов по команде из центра управления был проведен тест отремонтированного спектрографа. Тесты показали, что в результате проведённого ремонта, спектрограф вновь работоспособен.

### Восьмой день полёта
09:31 18 мая — 00:31 19 мая
День пятого, и последнего выхода в открытый космос. Третий раз в течение этого полёта в космос выходят Джон Грансфелд и Эндрю Фьюстел. Во время выхода астронавты должны заменить второй пакет аккумуляторных батарей, заменить датчик точного наведения (fine guidance sensor) и установить, если позволит время, три теплоизоляционных панели (New Outer Blanket Layer, NOBL). Одна из этих панелей должна была быть установлена во время четвёртого выхода, но из-за нехватки времени это не было сделано. На этот раз Грансфелд работает закреплённым на роботе-манипуляторе, а Фьюстел свободно перемещается в грузовом отсеке шаттла. Роботом-манипулятором, как и во время всех предыдущих выходов, управляет Меган Макартур.
Пакет, в котором собраны три аккумулятора, весит 215 кг (475 фунтов). Эти аккумуляторы обеспечивают электропитание телескопа, когда он находится на теневой стороне Земли. Старые аккумуляторы проработали в телескопе девятнадцать лет (начиная с 1990 года), за это время их мощность снизилась до 50 % от первоначальной.
Выход начался в 12 часов 20 минут. В 12 часов 57 минуты Грансфелд, который был закреплён на манипуляторе, открыл отсек в корпусе телескопа, где находятся аккумуляторные батареи. В это же время Фьюстел доставал новый пакет аккумуляторов из транспортного контейнера. Грансфелд отсоединил кабели от аккумуляторов, снял крепления и в 13 часов 18 минут достал пакет аккумуляторов из корпуса телескопа. Затем астронавты обменялись пакетами аккумуляторов. Фьюстел начал упаковывать снятые с телескопа аккумуляторы, а Грансфелд был вновь, верхом на манипуляторе, перенесён к телескопу и начал устанавливать новые аккумуляторы в отсеке телескопа. В 13 часов 50 минут новые аккумуляторы были установлены и подключены. Сразу же по команде с Земли проведен тест вновь установленных аккумуляторов. Тест был успешным. В 13 часов 59 минут Грансфелд закрыл отсек с аккумуляторами. Первое задание сегодняшнего выхода было выполнено к 14 часам.
Следующее задание — замена датчика наведения. Грансфелд начал открывать отсек датчика. Опять проблемы с одним из винтов, но Грансфелд применив силу, преодолел эти проблемы и в 14 часов 25 минут открыл отсек датчика. Оба астронавта вместе начали отсоединять кабели от датчика. В 15 часов астронавты освободили и достали датчик наведения из корпуса телескопа. Этот датчик был установлен в телескопе в 1999 году. В 15 часов 15 минут астронавты достали новый датчик из транспортного контейнера. В 15 часов 41 минуты новый датчик установлен в телескопе. В 16 часов 5 минут астронавты упаковали старый датчик в транспортном контейнере. Выполнение второго задания завершено.
К 16 часам 49 минутам астронавты установили первую теплоизоляционную панель на отсеке телескопа № 5. К 17 часам 28 минутам астронавты установили вторую теплоизоляционную панель на отсеке телескопа № 8. К 17 часам 45 минутам астронавты установили третью теплоизоляционную панель на отсеке телескопа № 7. Все запланированные задания успешно выполнены.
Астронавты сняли защитное покрытие со сложенных антенн «Хаббла» и собрали инструменты, которые были использованы во время всех выходов. В 19 часов 19 минут антенны телескопа были раскрыты.
Астронавты вошли в шлюзовую камеру. Выход закончился в 19 часов 22 минуты. Продолжительность выхода составила 7 часов 2 минуты.
Продолжительность всех пяти выходов в общей сложности составила 36 часов 56 минут. За все пять миссий по обслуживанию телескопа было выполнено 23 выхода в открытый космос. Суммарная продолжительность всех 23 выходов составила около 166 часов.
19 мая телескоп «Хаббл» будет отсоединён от шаттла «Атлантис» и отправлен в свободный полёт.
Завершая пятый, и последний выход в открытый космос, Джон Грансфелд, который во время своих трёх полётов к «Хабблу» совершил больше всех (8) выходов в открытый космос, сказал:

«Мы завершаем действительно грандиозное предприятие, это была беспрецедентная миссия. „Хаббл“ — это не только спутник, это стремление человечества к знанию. Это сплав совершенной техники и человеческой изобретательности. Особенно эта миссия показала, что это единственный путь — на пределе возможного, переходящего в невозможное. Во время этой миссии мы пытались сделать то, что некоторые люди считали невозможным. Мы сделали это, и мы желаем всего наилучшего „Хабблу“. Это действительно символ великой страны, в которой мы живём, в которой мы можем делать то, что мы сделали, на таком изумительном космическом корабле, как „Атлантис“. Я убеждён, что, если мы способны разрешать такие проблемы, как ремонт „Хаббла“, отправляясь в космос, и выполнять такую работу, пролетая над Землёй со скоростью 17 500 миль в час, то мы сможем разрешить и другие грандиозные задачи, такие как: проблемы энергетики и климата — все проблемы, которые стоят перед НАСА как первоочередные. Прежде чем я и Эндрю войдём в шлюзовую камеру, я хочу пожелать „Хабблу“ удачной работы, с новыми инструментами, которые мы установили, он сможет и дальше раскрывать тайны Вселенной.»

### Девятый день полёта
08:31 19 мая — 00:01 20 мая
Официально объявлено, что приземление шаттла «Атлантис» перенесено на один виток раньше: приземление должно состояться 22 мая в 14 часов 1 минуты (10 часов 1 минуты летнего восточного времени США). Ранее приземление планировалось на 15 часов 22 минуты. Перенос связан с неблагоприятным прогнозом погоды на вторую половину дня в районе места приземления, с тем, чтобы до момента ухудшения погоды до неприемлемых для приземления условий иметь возможности для приземления.
- Первая возможность: виток 165, тормозной импульс в 12:50, приземление в 14:01
- Вторая возможность: виток 166, тормозной импульс в 14:35, приземление в 15:39.

В 10 часов 45 минут робот-манипулятор, которым управляла Меган Макартур, был присоединён к телескопу «Хаббл». В 11 часов 24 минуты были сняты все крепления, которые удерживали телескоп на специальной платформе в грузовом отсеке шаттла. Телескоп, с помощью манипулятора, был поднят над грузовым отсеком шаттла. В 12 часов 33 минуты был открыта крышка диафрагмы телескопа. В 12 часов 57 минуты робот-манипулятор был отсоединён от телескопа, с этого момента телескоп «Хаббл» вновь находится в свободном полёте. Это произошло на 119-м витке шаттла над северо-восточным побережьем Африки.
В 13 часов 2 минуты «Атлантис» отошёл от телескопа на 45 м (150 футов). В 13 часов 19 минут «Атлантис» отошёл от телескопа на 230 м (760 футов). В 13 часов 23 минуты была выключена связь между «Атлантисом» и телескопом.
Управление телескопом полностью перешло к наземному центру управления. В течение лета специалисты космического центра им. Годдарда будут проводить серию тестов и калибровок вновь установленных и отремонтированных приборов телескопа «Хаббл». Первые снимки от телескопа будут получены в начале сентября.
13 часов 29 минут командир корабля Скотт Олтман и пилот Грегори Джонсон включили двигатели шаттла «Атлантис». В 13 часов 45 минут «Атлантис» отошёл от телескопа на 2,5 км (8000 футов).
15 часов 2 минуты была проведена корректировка орбиты шаттла. Параметры орбиты после корректировки: перигей — 290 км, апогей — 560 км (184 × 350 миль).
В 15 часов 48 минут к манипулятору вновь был подсоединён удлинитель с камерами и в 17 часов 19 минут астронавты, с помощью камер установленных на манипуляторе с удлинителем, начали обследование теплозащитного покрытия передних кромок крыльев и носа шаттла. Это обследование должно подтвердить, что за время нахождения в космосе шаттл не получил повреждений от возможных столкновений с микрометеоритами или космическим мусором.
В 21 час 5 минут обследование теплозащитного покрытия шаттла было закончено. Все данные, полученные в результате обследования, переданы на Землю. Специалисты на Земле должны проанализировать полученные данные и на основе анализов принять решение о безопасном приземлении «Атлантиса».

### Десятый день полёта
08:03 20 мая — 23:01 20 мая
В этот день астронавты имели день отдыха.
В течение сорока минут экипаж общался (начало общения — 14 часов 26 минут) с журналистами, находящимися в различных космических центрах НАСА.
В 16 часов 6 минут астронавты «Атлантиса» связались с членами 19-й долговременной экспедиции МКС.
В этот же день экипаж разговаривал по телефону с президентом США Бараком Обамой.
Анализ данных, полученных в результате обследования теплозащитного покрытия шаттла, проведённого 19 мая, показал, что «Атлантис» не имеет каких-либо повреждений, которые могли бы помешать успешному возвращению на Землю.
С целью экономии ресурсов шаттла астронавты переключили в энергосберегающий режим системы и приборы, которые не используются в данный момент. Это сделано в предположении, что приземление «Атлантиса» придётся перенести на более поздний срок, так как синоптики предсказывают значительное ухудшение погоды во Флориде.
Приземление в пятницу, 22 мая, планируется только в космическом центре Кеннеди во Флориде. Если непогода помешает приземлению в пятницу, то в субботу будут рассматриваться возможности приземления в Калифорнии, на военно-воздушной базе Эдвардс.
Шаттл «Индевор», который установлен на стартовой площадке 39В, продолжает оставаться в трёхсуточной готовности к старту, хотя объявлено, что «Атлантис» способен приземлиться самостоятельно. Только после того как двигатели «Атлантиса» будут включены на торможение, он войдёт в атмосферу и безвозвратно перейдёт на траекторию приземления, «Индевор» будет снят с дежурства. Специалисты начнут подготовку к передвижению «Индевора» на стартовую площадку 39А для назначенного на 13 июня 2009 г. старта плановой миссии STS-127.

### Одиннадцатый день полёта
07:04 21 мая — 22:01 21 мая
Астронавты упаковывали свои инструменты и вещи, проверяли системы шаттла, которые будут задействованы во время приземления. С целью тестирования несколько раз включали и выключали двигатели шаттла. Тесты показали, что все системы шаттла функционируют нормально.
В 16 часов 31 минуту экипаж имел разговор с сенатором Барбарой Микульски, которая является председателем подкомитета сената, в ведении которого находится НАСА. В разговоре принимали участие также и другие члены американского сената.
В 18 часов 41 минуту астронавты отвечали на вопросы корреспондентов американских СМИ: ABC, FOX, CBS, NBC и CNN.
Специалисты НАСА приняли решение снять с дежурства шаттл «Индевор», который находился в состоянии готовности к старту с миссией спасения STS-400. Это решение было принято в связи с тем, что шаттл «Атлантис» находится в хорошем состоянии и способен самостоятельно вернуться на Землю. Шаттл «Индевор» будет готовиться к своей очередной миссии к МКС — STS-127, старт которой назначен на 13 июня.

### Двенадцатый день полёта
06:01 22 мая — 14:01 22 мая
Погода над центром Кеннеди остаётся плохой. Зона низкого давления над Мексиканским заливом обуславливает дожди и грозы над Флоридой. Нижняя кромка облаков находится на высоте 1200 м (4000 футов), ветер до 35 км/ч (19 узлов), грозы в радиусе 55 км (30 морских миль) вокруг взлётно-посадочной полосы космодрома на мысе Канаверал. Такие погодные условия не подходят для приземления шаттла.
22 мая «Атлантис» имел две возможности для приземления:
- Первая возможность: виток 165, тормозной импульс в 12:49, приземление в 14:00
- Вторая возможность: виток 166, тормозной импульс в 14:33, приземление в 15:39.

В 9 часов 56 минут отменена первая попытка приземления на 165 витке, причина — неблагоприятные погодные условия.
В 11 часов 48 минут принято решение об отмене второй попытки приземления. «Атлантис» остаётся на орбите дополнительные сутки.
В субботу (23 мая) «Атлантис» имеет шесть возможностей для приземления: три в космическом центре Кеннеди, во Флориде и три на военно-воздушной базе Эдвардс в Калифорнии.
Возможные приземления во Флориде 23 мая:
- Первая возможность: виток 180, тормозной импульс в 12:01, приземление в 13:15
- Вторая возможность: виток 181, тормозной импульс в 13:45, приземление в 14:54
- Третья возможность: виток 182, тормозной импульс в 15:29, приземление в 16:33.

Возможные приземления в Калифорнии 23 мая:
- Первая возможность: виток 181, тормозной импульс в 13:29, приземление в 14:45
- Вторая возможность: виток 182, тормозной импульс в 15:11, приземление в 16:23
- Третья возможность: виток 183, тормозной импульс в 16:55, приземление в 18:02.

### Тринадцатый день полёта
05:01 23 мая — 21:01 23 мая
В ходе подготовки к приземлению, в 9 часов 32 минуты, был закрыт грузовой отсек шаттла. В 10 часов астронавты начали надевать взлётно-посадочные скафандры.
В 10 часов 59 минут первая возможность для приземления (в 13 часов 15 минут) отменена из-за неблагоприятной погоды. На следующем, 181-м витке имелись две возможности, одна на мысе Канаверал (в 14 часов 54 минуты) и одна на военно-воздушной базе Эдвардс (в 14 часов 45 минут). Погода над Флоридой продолжает оставаться неприемлемой для приземления. Погода в Калифорнии вполне приемлема.
В 12 часов 34 минуты принято решение перенести приземление «Атлантиса» на 24 мая.
Приземление «Атлантиса» отменено из-за неблагоприятной погоды в районе космодрома на мысе Канаверал. Хотя погода в Калифорнии благоприятна для приземления, попытки приземления на военно-воздушной базе Эдвардс были также отменены. Прогноз погоды во Флориде на воскресенье (24 мая) указывает на значительное улучшение, поэтому НАСА надеется, что «Атлантис» всё-таки приземлится на мысе Канаверал. Приземление на военно-воздушной базе Эдвардс нежелательно из-за задержки на десять суток в подготовке к следующему полёту «Атлантиса» и дополнительных расходов (около 1,8 млн долларов) на перевозку шаттла из Калифорнии во Флориду.
В 13 часов 9 минут вновь был открыт грузовой отсек шаттла. Астронавты начали снимать скафандры.
Возможности приземления во Флориде 24 мая:
- Первая возможность: виток 196, тормозной импульс в 12:58, приземление в 14:11
- Вторая возможность: виток 197, тормозной импульс в 14:31, приземление в 15:49.

Возможности приземления в Калифорнии 24 мая:
- Первая возможность: виток 197, тормозной импульс в 14:25, приземление в 15:40
- Вторая возможность: виток 198, тормозной импульс в 16:08, приземление в 17:19.

### Четырнадцатый день полёта
05:01 24 мая — 15:39 24 мая
Погода во Флориде остаётся облачной и дождливой. В Калифорнии безоблачно и стабильно. Прогноз на предполагаемое время приземления на мысе Канаверал остаётся неблагоприятным.
В 10 часов 20 минут был закрыт грузовой отсек шаттла. В 11 часов 15 минут астронавты надевают взлётно-посадочные скафандры.
В 12 часов 28 минут первая сегодняшняя попытка приземления на мысе Канаверал отменена. Причина та же — неблагоприятные погодные условия.
В 14 часов 2 минуты принимается решение приземлять «Атлантис» в Калифорнии на военно-воздушной базе Эдвардс. Это 53-е приземление шаттла в Калифорнии.
В 14 часов 24 минуты двигатели «Атлантиса» включены на торможение. Двигатели проработали точно заданное время — 2 минуты 36 секунд. В это время «Атлантис» находился над южной Атлантикой, побережьем западной Африки.
15 часов 39 минут шаттл «Атлантис» приземлился на взлётно-посадочной полосе № 22 военно-воздушной базы Эдвардс в Калифорнии.
Продолжительность полёта составила 12 суток 21 час 37 минут.
Через 8—9 дней «Атлантис» на специально оборудованном «Боинге-747» будет перевезён в космический центр Кеннеди во Флориду.

## Итоги
Все поставленные перед миссией задания были выполнены. Только одна пара новых гироскопов стабилизации не была установлена, вместо новой пары была установлена отремонтированная пара. Все остальные новые приборы были установлены в телескопе «Хаббл». Были также проведены все запланированные ремонтные работы. Не удалось восстановить работоспособность только канала высокого разрешения в усовершенствованной обзорной камере. Специалисты отмечают, что этот канал ответственен за передачу менее 15 % данных. После проведенного обслуживания, телескоп «Хаббл» должен нормально функционировать минимум пять лет, но, по самым оптимистичным оценкам, телескоп сможет продолжать свою работу в течение десяти лет.
Новая широкоугольная камера 3, установленная на телескопе «Хаббл», позволяет проводить наблюдения в ультрафиолетовом, инфракрасном и видимом диапазонах. С помощью этой камеры будут исследоваться планеты звёздных систем, и проводиться поиски самых старых звёздных систем.
Новый спектрограф космического излучения позволит проводить исследования процесса синтеза химических элементов в звёздах, в том числе образования углерода и других элементов, связанных с возникновением жизни.
2 июня 2009 года шаттл «Атлантис» вернулся в Космический центр Кеннеди. 24 мая «Атлантис», после успешного выполнения миссии STS-125, приземлился на военно-воздушной базе Эдвардс. «Атлантис» был закреплён на спине специально оборудованного «Боинга 747». 1 июня в 15 часов 6 минут по Гринвичу (8 часов 6 минут летнего времени тихоокеанского побережья США) «Боинг» с шаттлом на спине стартовал в направлении Флориды. Полёт проходил на высоте около 4,5 км (15000 футов). По пути следования «Боинг» имел три промежуточные посадки для дозаправки.
Первая промежуточная посадка на военном аэродроме Биггс (Biggs Army Airfield) в Эль-Пасо на западной границе штата Техас. Здесь «Боинг» с шаттлом приземлился в 17 часов 22 минут. В Эль-Пасо «Боинг» оставался всю ночь.
2 июня в 12 часов 40 минут «Боинг» с «Атлантисом» продолжили свой полёт. Следующая промежуточная посадка на военно-воздушной базе «Лэкланд» (Lackland Air Force Base) в районе города Сан-Антонио (штат Техас). В 14 часов 12 минут «Боинг» прибыл на базу «Лэкланд». После дозаправки, в 16 часов 40 минут, «Боинг» продолжил полёт. Следующая посадка на военно-воздушной «Коламбус» (Columbus Air Force Base) в Миссисипи.
В 18 часов 40 минут «Боинг» прибыл на базу «Коламбус». В 20 часов 40 минут «Боинг» с шаттлом «Атлантис» продолжил полёт и в 22 часа 53 минуты приземлился на взлётно-посадочной полосе № 15 в Космическом центре Кеннеди во Флориде.
Через двадцать суток, после старта 13 мая, шаттла «Атлантис» возвратился в исходную точку. «Атлантис» был снят с «Боинга» и перевезён в ангар, где была начата подготовка к следующей миссии — STS-129, старт которой был назначен на 12 ноября 2009 года.
В ходе миссии снимался материал который лёг в основу фильма «Хаббл IMAX 3D».